# Приливна таблица
Приливната таблица се използва за предсказване на приливите и отливите, като показва височината на водното ниво през определено време на денонощието, обикновено за определено местоположение. Височината на водното ниво между две измервания може да бъде изчислена приблизително, използвайки приливна крива, публикувана за съответното местоположение.
Приливните таблици са от голямо значение за плавателните съдове, които преминават през плитки водни участъци, както и за строителни проекти на брега на съответния водоем. Използва се, също така, от рибари за да увеличат улова си и от сърфисти, търсещи голяма вълна.

## Публикуване и обхват
Приливните таблици се публикуват под различни форми: хартиени или в интернет. Повечето приливни таблици се изчисляват и публикуват само за големи пристанища за една година, като тези пристанища могат да са съседни или отдалечени. Приливните времена за малки пристанища се изчисляват ръчно, използвайки разликите между публикуваните данни за голямо пристанище и малкото пристанище.

## Дати и времена
Датите на най-високия и най-ниския прилив, с приближение от седем дни, могат да бъдат намерени чрез височините на приливите в класическите приливни таблици. В Атлантическия океан на Западна Европа интервалът между прилив и отлив е средно 6 часа и 10 минути.

## Изчисление
Предсказването на приливите дълго време е трудоемък проблем. Преди въвеждането на дигиталния компютър, официалните приливни таблици са се изготвяли от специални машини за целта.